# فيضانات نورستان 2021
فيضانات نورستان 2021 بدأت الفيضانات في منطقة كامديش في نورستان أفغانستان بسبب الأمطار الغزيرة. اعتبارًا من 31 يوليو بلغ عدد القتلى 113 بينما عدد الأشخاص المفقودين غير معروف.

## التأثير والإنقاذ
بحسب غلام بهاء الدين الجيلاني، فقد تضرر 173 منزلاً. كما تم تدمير عدد من البساتين و12 كيلومترًا من الطرق بسبب الأمطار التي أدت إلى إغلاق الطرق. ذكر محافظ نورستان حافظ عبد القيوم أن العائلات المتضررة تلقت دعمًا حكوميًا. وأظهرت التقييمات الحاجة إلى الخيام والأسرة وأدوات المطبخ.
ذكرت حركة طالبان أنها منعت تسلل القوات الحكومية إلى المناطق المتضررة من الفيضانات. وزعم نواب في المنطقة أن طالبان أحبطت عملية الإنقاذ. كما جعلت الموجة الثالثة من كوفيد 19 من الصعب على الفرق الطبية الوصول إلى المناطق المتضررة.